# Sky High
Sky High (ang. Sky High) – amerykański film familijny z 2005 ze studia Walt Disney Pictures, wyreżyserowany przez Mike’a Mitchella.
Premiera filmu odbyła się 29 lipca 2005 r. W Polsce film był dostępny na DVD już od 10 kwietnia 2006 na DVD, premiera filmu na kanale Disney XD odbyła się 19 września 2009 roku.

## Fabuła
Will jest zwykłym nastolatkiem, który rozpoczyna naukę w szkole średniej, jednak życie syna Kapitana i Jetstream, najbardziej szanowanych superbohaterów w dzisiejszych czasach w trzecim pokoleniu który ma uczęszczać do Sky High, elitarnej szkoły która przygotowuje uczniów posiadających różne moce uczniów do pełnienia roli superbohaterów. Jedyny problem leży w tym, że Will nie posiada jeszcze żadnych mocy. Ponieważ przyczepiono mu etykietę pomagiera, Will musi albo ukryć swoje kłopoty albo stawić czoła rozczarowaniu rodziców,

## Obsada
- Michael Angarano jako William Theodore Stronghold
- Kevin Heffernan jako Ron Wilson
- Danielle Panabaker jako Layla Williams
- Kurt Russell jako Steve / Kapitan Stronghold
- Kelly Preston jako Josie / Jetstream
- Steven Strait jako Warren Peace
- Mary Elizabeth Winstead jako Gwen Grayson
- Lynda Carter jako dyrektorka Powers
- Bruce Campell jako trener Boomer
- Dave Foley jako All American Boy
- Kevin MacDonald jako profesor Medulla

## Wersja polska

### DVD i Disney
Dystrybucja w Polsce: Imperial Entertainment

Tekst: Elżbieta Gałązka-Salamon

Czytał: Maciej Gudowski

### TVP
Opracowanie: Telewizja Polska Agencja Filmowa

Tekst: Paweł Lesisz

Czytał: Maciej Gudowski